# محوطه و تپه عمر مل
محوطه و تپه عمر مل در شهرستان سلسله، بخش مرکزی، منطقه هنام روستای نورالهی واقع شده و این اثر در تاریخ ۲۳ شهریور ۱۳۸۲ با شمارهٔ ثبت ۱۰۰۲۳ به‌عنوان یکی از آثار ملی ایران به ثبت رسیده است.